# Eduard Bartoníček
Eduard Bartoníček (31. srpna 1855 Chrudim – 7. května 1915 Královské Vinohrady) byl český hudební skladatel a sbormistr.

## Život
Po absolvování reálného gymnázia v Praze se živil jako úředník a současně soukromě studoval hudbu u J. Augusta Starého. V letech 1880 až 1883 byl úředníkem v notářské kanceláři v Rokycanech. Od roku 1883, kdy se stal učitelem hudby v Klatovech, se zcela věnoval hudbě.
V roce 1887 odešel do Ostravy. Byl sbormistrem pěveckého spolku Lumír a později také sboru Záboj. Kromě toho byl ředitelem kůru kostela sv. Spasitele v Ostravě a po krátkou dobu i v kostelích ve Strumeni (dnes v Polsku) a v Jablunkově. Po jistou dobu byl rovněž varhaníkem ve Frýdku-Mísku. S ostravskými sbory provedl vrcholná díla Dvořákova: Stabat Mater, Sv. Ludmila, Svatební košile i operu Karla Kovařovice Edip král.
Bartoníček byl činný jako národní buditel. Věnoval se osvětové činnosti. Pořádal četné koncertní zájezdy do okolních obcí nejen ve Slezsku, ale i na Slovensko. Šířil zájem o lidovou píseň a jeho skladby jsou silně lidovou písní ovlivněny. Velmi populární se stala jeho úprava lidových slezských tanců pod názvem Slezská beseda. Závěrečný smíšený sbor z jeho Zpěvů lidu slezského (na slova Adolfa Heyduka) se stal neoficiální hymnou Slezska.
Vydával dva hudebně osvětové časopisy: Moravskoslezský hudební věstník a Varyto. V roce 1903 zorganizoval v Opavě první slezský pěvecký festival.
Zemřel ve vinohradské nemocnici a byl pohřben na Olšanských hřbitovech do rodinné hrobky.

## Dílo

### Písně
- Tři písně pro vyšší hlas
- Cymbál a husle (na slova Adolfa Heyduka)
- Pochod českých sokolů

### Sbory
- Postilion
- Trojčátka
- Zpěvy lidu slezského
- Květy z Opavska
- Slovenské spevy
- Směs slovenských písní
- Na vršíčku kaple
- Slib milého – Maminčina
- Sanice
- Na rozchodu
- Máje

### Opereta
- Testament tety Klotildy (1912)

### Chrámové skladby
- Missa brevis in honorem scti Francisci Xav.
- Česká mše ku cti a chvále sv. Václava
- Jitřní (vánoční mše)
- České requiem
- Te deum a další.